# ماییم بیالیک

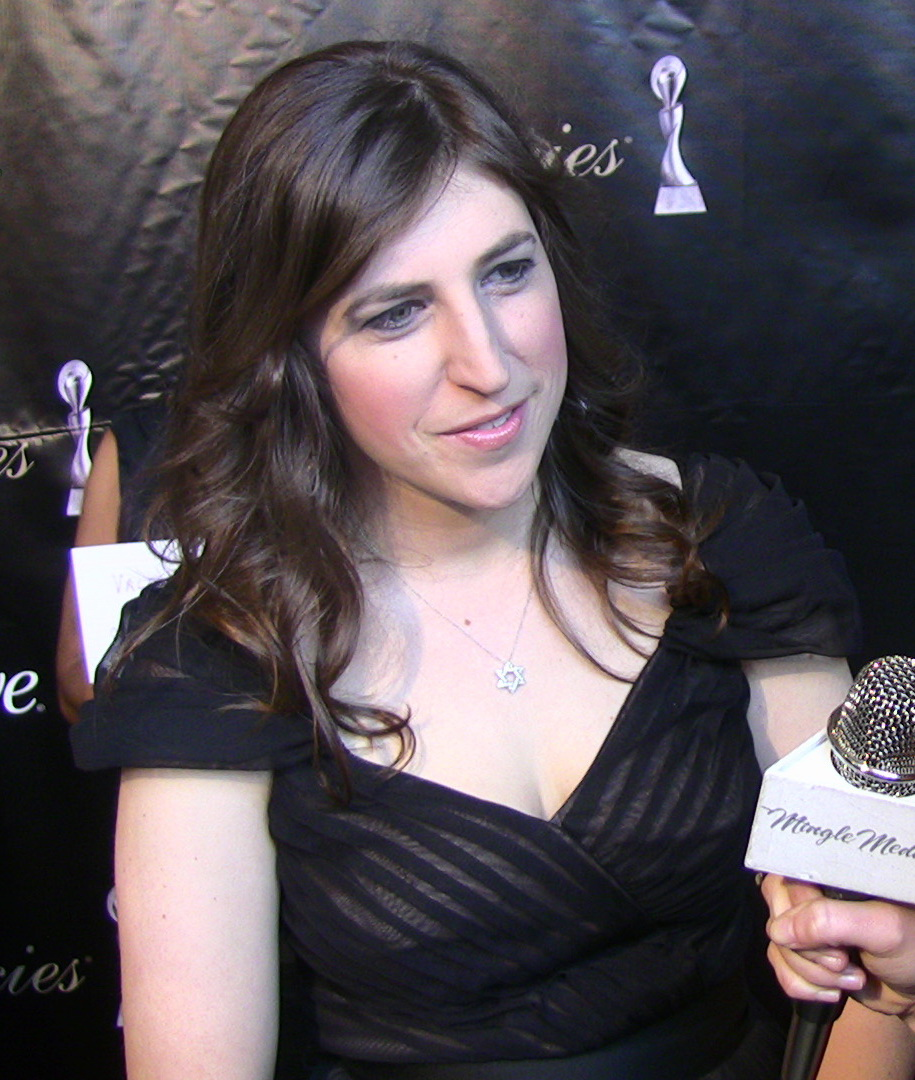
بیالیک در سی و ششمین جوایز سالانه گریسی در سال ۲۰۱۱

ماییم هویا بیالیک (به انگلیسی: Mayim Hoya Bialik) بازیگر آمریکایی است که بیشتر به‌خاطر بازی در سریال بلوسوم (۱۹۹۰–۱۹۹۵) و بازی در نقش امی فارا فاولر در سریال تئوری بیگ بنگ مشهور شده‌است. او دارای دکترای رشته عصب‌شناسی است.
از فیلم‌های او می‌توان به آب را نخورید (۱۹۹۴) اشاره کرد.
اگرچه بیالیک بازی در سریال‌های تلویزیونی را از اواخر دههٔ هشتاد میلادی آغاز کرده ولی با حضور در سریال تئوری بیگ بنگ و بازی در نقش دختری عصب‌شناس به نام ایمی فارا فاولر بود که وی را به شهرتی ویژه رساند. او با وجود پذیرفته شدن در دانشگاه‌های ییل و هاروارد، به‌خاطر نزدیک بودن به خانه به دانشگاه کالیفرنیا رفت و در سال ۲۰۰۷ موفق به دریافت مدرک دکترای عصب‌شناسی شد. موضوع پایان‌نامه دکترای وی، «عملکرد هیپوتالاموس در بیماران مبتلا به سندرم پرادر-ویلی» بود.